# Neodexiopsis intoniclunis
Neodexiopsis intoniclunis är en tvåvingeart som beskrevs av John Otterbein Snyder 1957. Neodexiopsis intoniclunis ingår i släktet Neodexiopsis och familjen husflugor. Inga underarter finns listade i Catalogue of Life.